# 焦点 (言語学)
言語学における焦点（しょうてん）またはフォーカス (focus)とは、節の要素のうち、聞き手が前提としていない、新しい情報を伝える部分のこと。特に、そのような新情報のうち、聞き手の前提を覆そうとして伝えられる部分のこと（対比的焦点、contrastive focus）。

## 概要
話題はすべての文にあるわけではないが、焦点はすべての文にあるとされる。焦点は書き言葉では明確に標識されないことが多いが、発話では強勢・イントネーションなどにより強調されることもある。疑問詞を含む疑問文では疑問詞が焦点であり、それに対する応答の文では疑問詞に対する答が焦点である。
文の話題が明示されている場合、焦点は文のその他の部分に含まれる。例えば日本語では、主題を示す「は」を含む文では、これによってその他の部分（普通は「は」の直後）に焦点があることが示される。

例：
- 「彼にはそれが我慢ならなかったのだ」または「それが彼には我慢ならなかったのだ」：「それが」が焦点で、発話ではふつう助詞の「が」が強調される。
- 「これは桜の木ですか？」：「これは」が話題、「桜の木ですか」が焦点。
- 「これが桜の木ですか？」：「これが」が焦点で、他に木や物体がいくつかある中で1つを指し示して、それに関する情報を求めている。

ただし対比・限定（文の話題ではない）の「は」は焦点を表すこともある。そのほか「だけ」「さえ」「まで」などの副助詞（とりたて詞）で強調される部分も焦点に当たることが多い（英語の副詞even、onlyなども同様）。日本語古語で「ぞ」「なむ」「こそ」などで強調される（係り結びの「係り」）部分も、焦点に相当すると考えられる場合が多い。
また多くの言語で焦点を明示・強調する構文として、焦点を名詞文（コピュラ文）の補語に据える分裂文（Cleft sentence：英語のIt-that構文など）または疑似分裂文（Pseudo-cleft sentence）が用いられる。日本語と英語の例を示す（太字は焦点）：
- 花子はケーキを食べた。Hanako ate a cake.
  - →分裂文：花子が食べたのはケーキだ。It was a cake that Hanako ate.または What Hanako ate was a cake.

- ケーキは花子が食べた。Hanako ate the cake.
  - →分裂文：ケーキを食べたのは花子だ。It was Hanako who ate the cake. または Who ate the cake was Hanako.

ただし最後の英語例文は文脈によって「そのケーキを食べたのが花子だ。」という意味にもとりうる。
焦点が特に標識される言語としては、ハンガリー語がよく知られる。ハンガリー語は語順がかなり自由であり、話題や焦点を示すのに語順が利用される。話題は文頭に示され（ないことも多い）、そのあとの動詞の前に焦点が示され、動詞の後にその他の成分が置かれる。しかも接頭辞を伴う動詞では、焦点があると接頭辞が外れて動詞の後に移動するという形で明示される。
チェコ語などでも同様に、焦点を強調する場合には「話題-焦点-動詞」という語順となる（チェコ語の語順参照）。
一般に語順の自由な言語では、話題を文頭に置き、焦点をその後（述語の直前もしくは直後）に置くものが多い（日本語も基本的にはそうである）。特殊な文にのみこのような語順を用いる言語も多い。例えば「…がある」という存在文では、主語「…が」が焦点となるが、英語の存在文“There is …”も、焦点（主語）を動詞の直後に移動する（右方移動）ことで強調した構文と考えることができる。
オーストロネシア語族の一部（タガログ語などフィリピンとその周辺の言語）では、文の中で強調される部分がどれであるか（動作主・目的語・場所など）が動詞の接辞で示され、これを「焦点（Focus）」と呼んでいる。この強調される部分は本項でいう焦点に相当する場合が多い（場合によっては話題に相当することもある）。